# Trà Mai
Trà Mai is een xã en tevens de hoofdplaats in het district Nam Trà My, een van de districten in de Vietnamese provincie Quảng Nam. Trà Mai heeft ruim 1800 inwoners op een oppervlakte van 99,6 km².